# 森田英克
森田 英克（もりた ひでかつ、1974年8月14日 - ）は、日本の実業家。KLab株式会社代表取締役社長最高経営責任者。
2025年3月27日、会社提案人事が否決され社長解任。
上場モバイルゲーム会社で会社提案人事が否決されるのは初めてと見られる。

## 人物・経歴
静岡県出身。1997年法政大学社会学部卒業、丸井入社。1999年レップシステムハウス入社。2000年公募ガイド入社。2002年インデックス（のちのインデックス・ホールディングス）入社。同年ケイ・ラボラトリー入社。ゲーム事業の立ち上げにあたり、2007年にはKLabコンテンツビジネス事業部長に就任。2008年KLabコンテンツメディア部長。
2009年KLab執行役員。2010年KLab取締役KLabGames部長に昇格。2011年KLab取締役KLabGames1部長。2012年KLab専務取締役CGO、 可来軟件开発（上海）有限公司董事、メディアインクルーズ取締役。2017年スパイスマート取締役。2018年KLab専務取締役CCO、上席執行役員。2019年KLab代表取締役社長CEO、 可来軟件开発（上海）有限公司董事長。
2018年12月にCEOに就任から、Klabの株価は、299円（2023年8月8日時点）まで株価が急落し、上場来安値を更新し続け、業績回復への道筋はなお不透明であるとされる。また、2024年5月30日時点には株価が212円までさらに急落し、上場来安値を更新し続けて、強い批判の声（森田氏の退任を求める声や経営能力を疑う声など）があがり続けている。